# 毛掌大眼蟹
毛掌大眼蟹（学名：Macrophthalmus boscii），又名薄氏大眼蟹，原为沙蟹科大眼蟹亞科大眼蟹属的动物，後來分類重組，今屬沙蟹總科大眼蟹科大眼蟹亞科大眼蟹属。分布于日本、澳大利亚、印度尼西亚、红海、马达加斯加、非洲东岸、台湾岛以及中国大陆的广西、广东、海南岛、西沙群岛等地，生活环境为海水，主要栖息于潮间带卵石间。

## 外部連結
維基物種上的相關：毛掌大眼蟹